# Vilamovski jezik
Vilamovski jezik (wymysiöeryś, wymysorys, wilamowicean, wilamowski; ISO 639-3: wym), gotovo izumrli jezik kojim u suvremeno vrijeme govori svega 70 ljudi (2006) u području Šleske u Poljskoj, selo Wilamowice.
Proizišao je u 12. stoljeću od visokonjemačkog pod jakim utjecajem drugih njemačkih jezika kao što su nizozemski, frizijski, staroengleski i drugi uključujući i poljski.
Etnička grupa (Vilamovčani; sami sebe zovu Wymysiöejen) živi tek u selu Wilamowice kod grada Bielsko-Biała.